# Markus Zoecke
Markus Zoecke (* 10. Mai 1968 in Berlin) ist ein ehemaliger deutscher Tennisspieler.

## Karriere
Zoecke aus Berlin-Wilmersdorf, dessen Eltern ein Geschäft führten, spielte für den LTTC Rot-Weiß Berlin. Er erlangte die Hochschulreife, wurde 1989 Tennisprofi und gewann noch im selben Jahr beim Challenger-Turnier von Rümikon den Einzel- und an der Seite von Libor Pimek den Doppeltitel. Im folgenden Jahr gewann er mit Jens Wöhrmann das Challenger-Turnier von München, im Einzel schied er dort im Halbfinale aus. 1991 gewann er das Challenger-Turnier von Taipei. In den folgenden Jahren gelangen ihm auch auf der ATP World Tour mehrere Halbfinalteilnahmen. 1994 gewann er im südafrikanischen Sun City seinen einzigen ATP-Titel. Im Jahr darauf gewann er an der Seite von Jörn Renzenbrink seinen einzigen Doppeltitel auf der ATP World Tour. Seine höchsten Platzierungen in der Weltrangliste erreichte er 1992 mit Position 48 im Einzel sowie 1996 mit Position 233 im Doppel.
1992 wurde er von Teamkapitän Nikola Pilić in die deutsche Davis-Cup-Mannschaft berufen. Seine erste Partie bestritt er als Ersatz für den verletzten Boris Becker im Februar 1992 in der Erstrundenbegegnung gegen Brasilien. Seine Fünfsatzniederlage in einem Marathon-Match über 5 Stunden und 20 Minuten gegen Jaime Oncins bedeutete das Ausscheiden der deutschen Mannschaft. Zwei weitere Male kam Zoecke als Ersatzspieler für Becker zum Einsatz: im September 1992 besiegte er in der Abstiegsrunde den Belgier Bart Wuyts klar in zwei Sätzen, im Februar 1995 verlor er in der Erstrundenbegegnung gegen Kroatien das bedeutungslose Match gegen Goran Ivanišević.
Seit seinem Rückzug vom Wettkampfsport leitet Zoecke in Rottach-Egern ein eigenes Trainingszentrum. Daneben kommentiert er Tennisübertragungen für den Fernsehsender Eurosport. Seit 2011 ist er sportlicher Leiter der Tennisschule und seit 2013 auch Sportdirektor beim LTTC Rot-Weiß Berlin.

## Erfolge
| Legende                       |
| Grand Slam                    |
| Tennis Masters Cup            |
| ATP Masters Series            |
| ATP International Series Gold |
| ATP International Series (2)  |
| ATP Challenger Series (6)     |

### Einzel

#### Turniersiege

##### ATP Tour
| Nr. | Datum         | Turnier  | Belag     | Finalgegner       | Ergebnis |
| --- | ------------- | -------- | --------- | ----------------- | -------- |
| 1.  | 28. März 1994 | Sun City | Hartplatz | Hendrik Dreekmann | 6:4, 6:1 |

##### Challenger Tour
| Nr. | Datum           | Turnier   | Belag     | Finalgegner       | Ergebnis      |
| --- | --------------- | --------- | --------- | ----------------- | ------------- |
| 1.  | 3. Juli 1989    | Rümikon   | Sand      | Francisco Yunis   | 6:2, 6:2      |
| 2.  | 15. April 1991  | Taipeh    | Hartplatz | Kelly Jones       | 6:3, 6:3      |
| 3.  | 24. Januar 1994 | Heilbronn | Teppich   | Cristiano Caratti | 6:3, 6:4      |
| 4.  | 1. August 1994  | Istanbul  | Hartplatz | Guillaume Raoux   | 6:7, 6:4, 6:2 |

#### Finalteilnahmen
| Nr. | Datum            | Turnier | Belag     | Finalgegner  | Ergebnis       |
| --- | ---------------- | ------- | --------- | ------------ | -------------- |
| 1.  | 21. Oktober 1991 | Guarujá | Hartplatz | Javier Frana | 6:2, 6:71, 3:6 |

### Doppel

#### Turniersiege

##### ATP Tour
| Nr. | Datum         | Turnier | Belag | Partner          | Finalgegner                | Ergebnis |
| --- | ------------- | ------- | ----- | ---------------- | -------------------------- | -------- |
| 1.  | 10. Juli 1995 | Newport | Rasen | Jörn Renzenbrink | Paul Kilderry Nuno Marques | 6:1, 6:2 |

##### Challenger Tour
| Nr. | Datum             | Turnier | Belag   | Partner       | Finalgegner                         | Ergebnis |
| --- | ----------------- | ------- | ------- | ------------- | ----------------------------------- | -------- |
| 1.  | 3. Juli 1989      | Rümikon | Sand    | Libor Pimek   | Russell Barlow Harald Rittersbacher | 6:3, 6:4 |
| 2.  | 26. November 1990 | München | Teppich | Jens Wöhrmann | Dmytro Poljakow Slobodan Vojinović  | 6:4, 6:3 |